# Loods (scheepvaart)

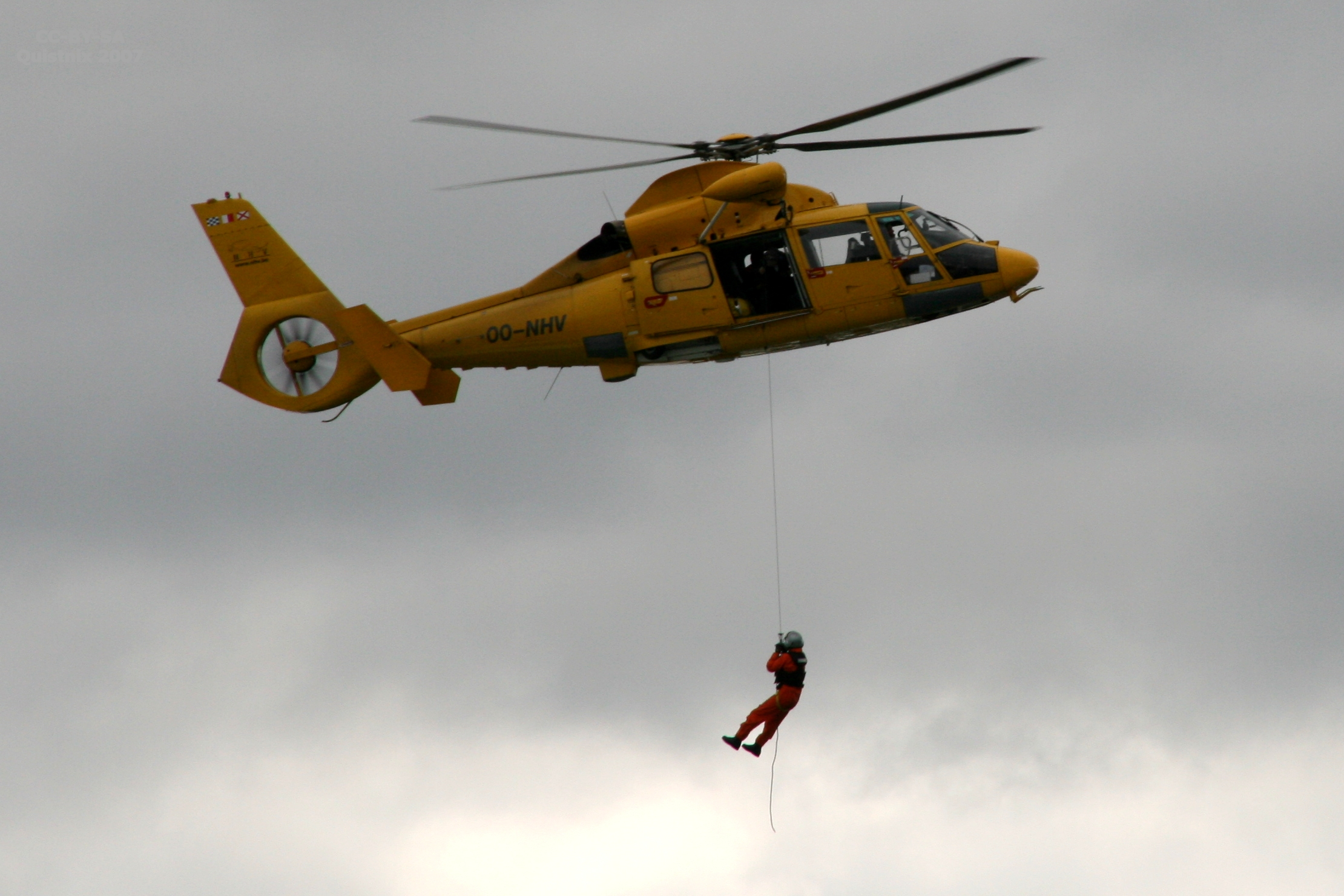
Loods hangend onder een helikopter

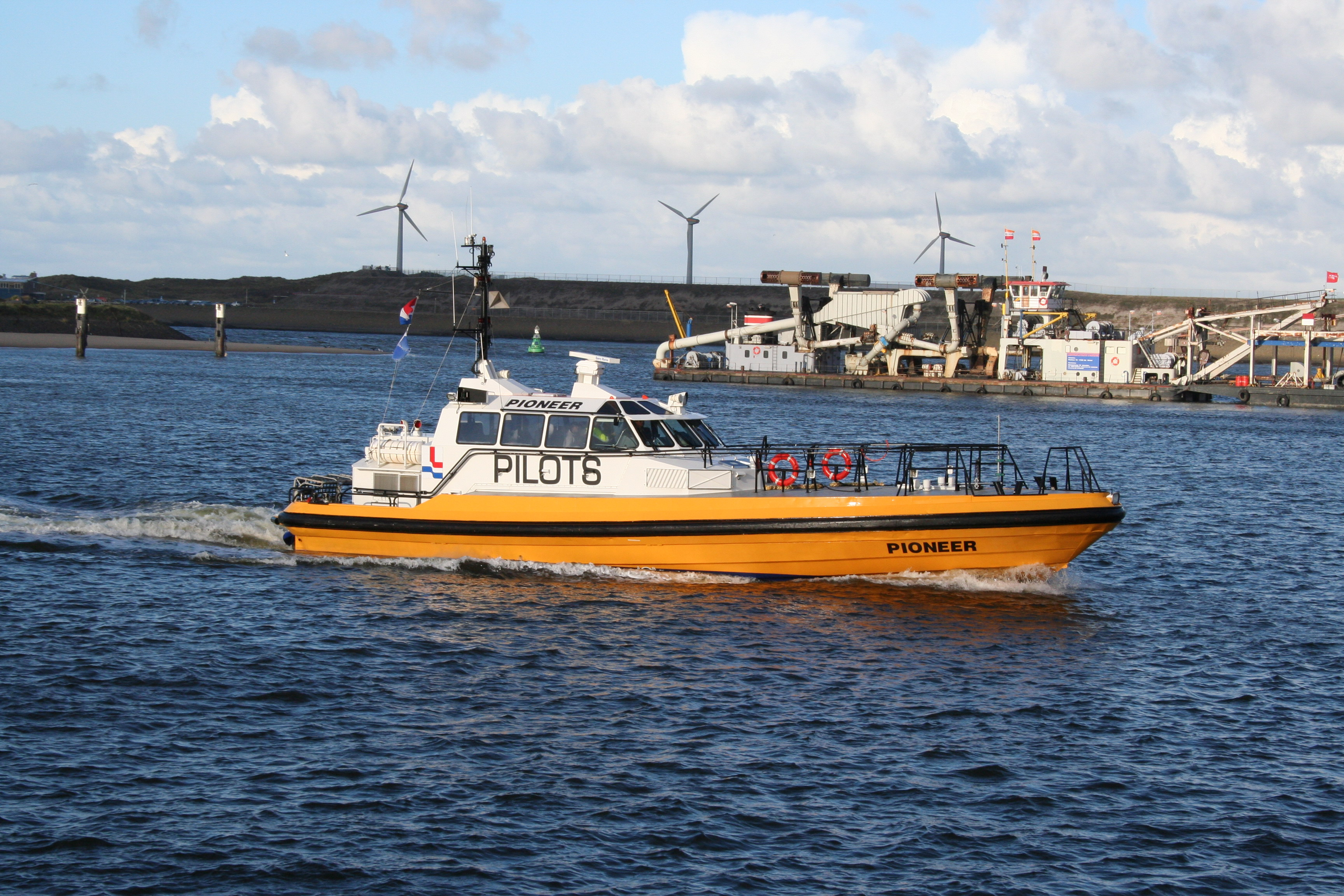
Loodstender Pioneer in IJmuiden

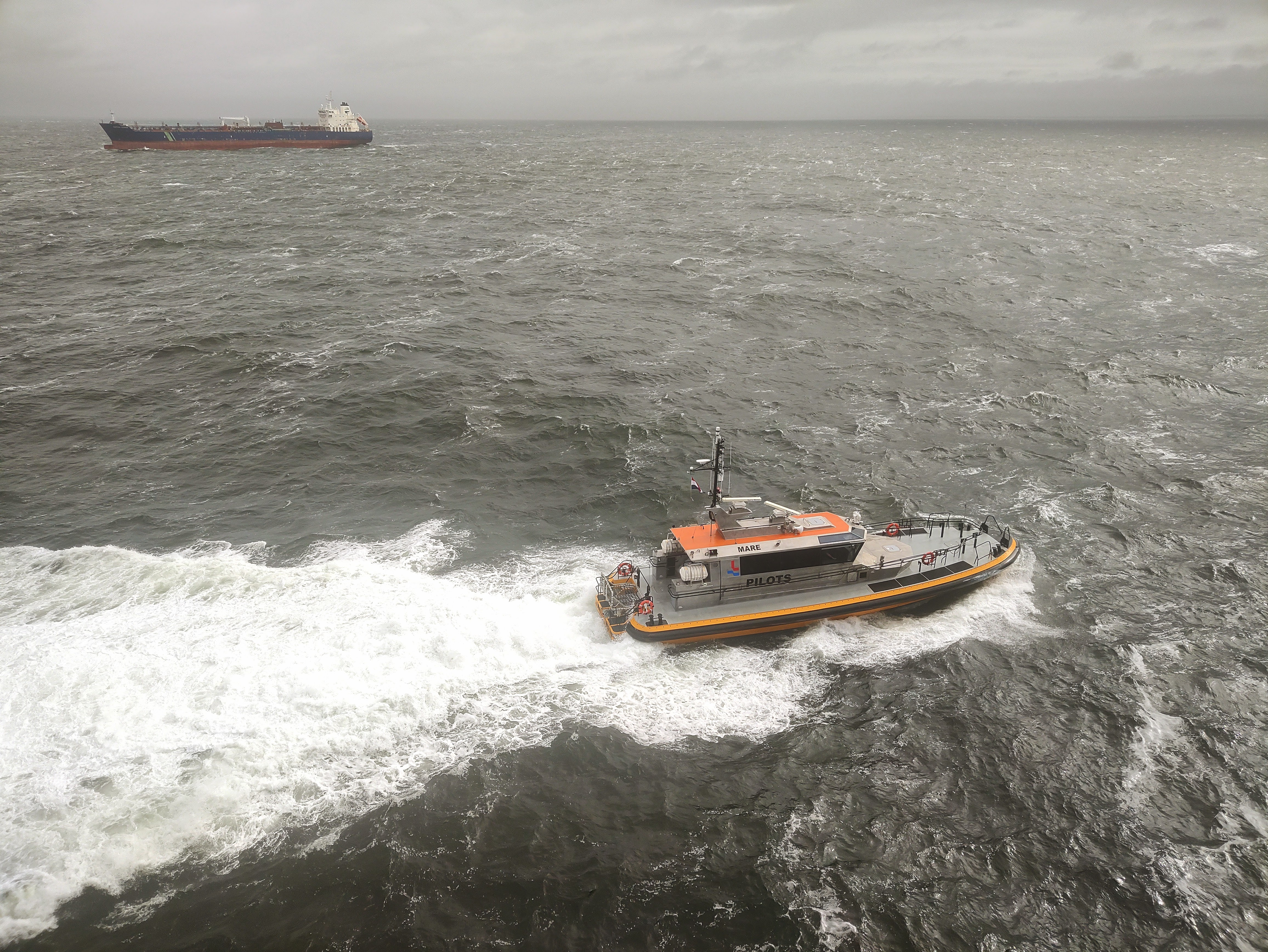
Tender Mare van Loodswezen Regio Amsterdam-IJmond even buiten de haven van IJmuiden

Een loods is een specialist met grote bekendheid van het plaatselijk vaarwater, die kapiteins en schippers adviseert bij het navigeren door een bepaald gebied. Men kent certificaatloodsen (Certificaatloods is een "gereglementeerd beroep") en particuliere loodsen, ook wel slikloodsen, rivierloodsen of havenloodsen genoemd).
De kapitein blijft eindverantwoordelijk, de loods heeft slechts een adviserende functie tegenover de officier van de wacht. Het is aan de kapitein om het advies van de loods op te volgen. Uitzondering hierop vormt de passage van het Panamakanaal waar de loods bij wet het gezag krijgt gedurende zijn verblijf aan boord. 
Een loods wordt op zee aan boord genomen vanaf een loodsboot of loodstender en tegenwoordig ook per helikopter.

## Certificaatloodsen
Dit zijn loodsen die beschikken over een certificaat dat hen de bevoegdheid geeft. Ze hebben een examen afgelegd volgens het Besluit certificaatloodsen. Zij mogen werken in een beloodsingsgebied dat zich uitstrekt van: het Kanaal, vanaf de lijn over de Land's End en Île d’Ouessant, de Noordzee, in het noorden begrensd door de 61-ste breedtegraad, en het Skagerrak, tot de lijn over Skagen en Vinga, met uitzondering van die gedeelten waarop nationale wetgeving van daaraan grenzende landen het loodsen van schepen door certificaatloodsen verbiedt. Loodsen zijn vaak ervaren zeelieden, die na een lange opleiding als loods mogen varen, eerst op kleinere schepen, daarna op de grote.

## Particuliere loodsen
Dit zijn loodsen zonder die bevoegdheid, maar wel een gelijkwaardige kennis en ervaring in het beloodsen van schepen. Zij loodsen voornamelijk op het binnenwater. Daarbij kan worden gedacht aan de riviermondingen zoals de Eems, de Waddenzee, de Nieuwe Waterweg, de Zuid-Hollandse en Zeeuwse stromen, de Westerschelde. Vaak gaat het daarbij om een (oud-)schipper, die het plaatselijke vaarwater goed kent. Hij kan met zijn kennis en ervaring de veilige vaart goed begeleiden. Een slikloods wordt meestal voor de binnenvaart ingezet als een binnenschip zich op voor de schipper relatief onbekend "groot water" begeeft.

## Geschiedenis
Oorspronkelijk waren loodsen de ter plaatse zeer goed bekende lokale vissers die zich bij de zeilschepen aanboden om de kapitein te assisteren bij de lokale vaak moeilijke navigatie rond onderwatergevaren zoals zandbanken, klippen, riffen en vaak in estuaria onvoorspelbare stromingen. Zij hadden hierdoor een welkome aanvulling
op de inkomsten uit de (soms) karige visvangsten. Tegenwoordig is het beroep van loods echter een zeer goed betaalde baan.

## Eisen

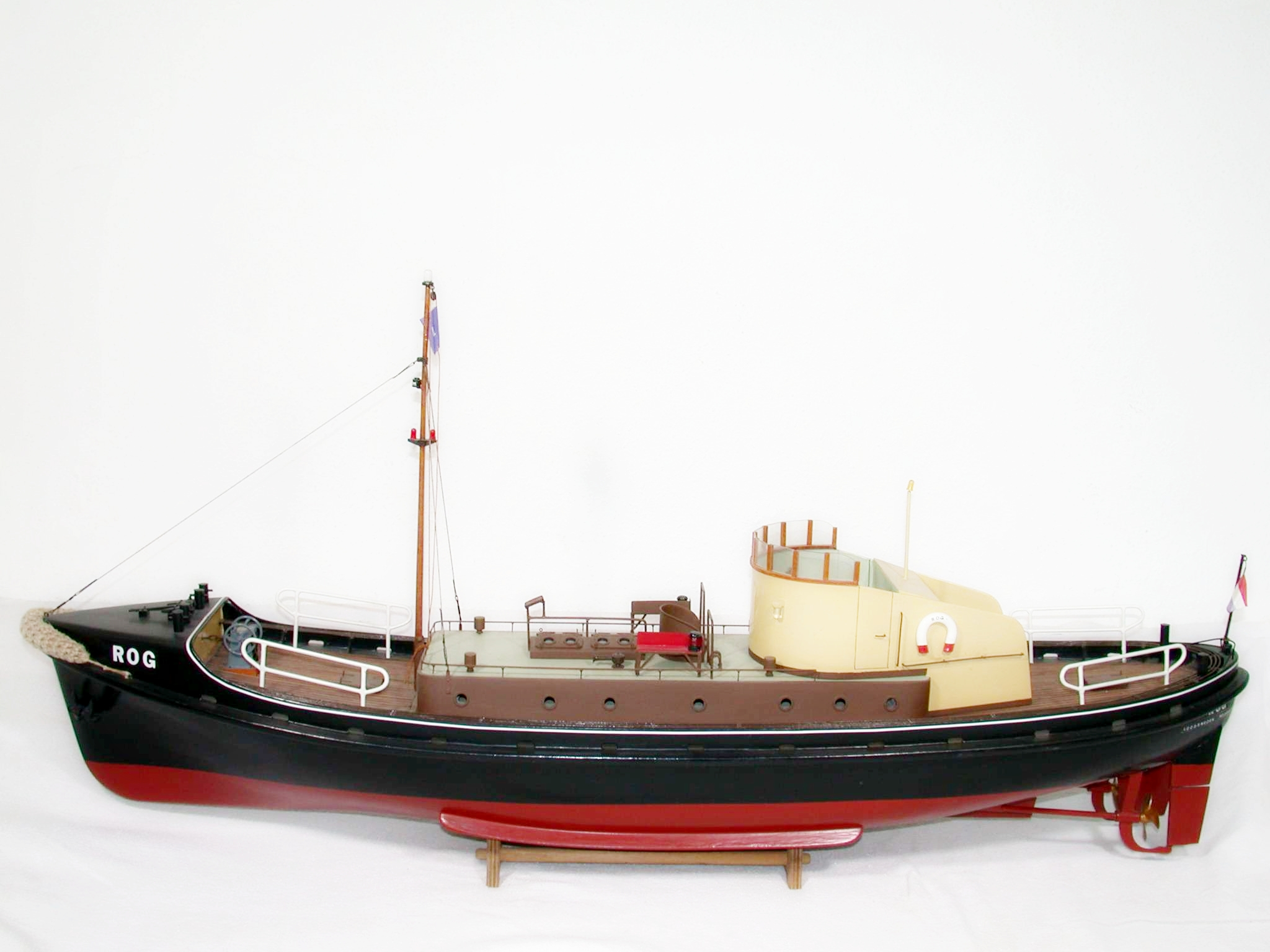
Model van redeboot 'Rog', gebruikt in Vlissingen. Afbeelding &collectie: Zeeuws maritiem muZEEum.

Tegenwoordig is in de meeste landen een kapiteins- of stuurmansdiploma vereist om loods te kunnen worden. Daarnaast moet de loods in spe gedurende geruime tijd naast veel onderricht in theoretische nautische kennis van het gebied, ook veel studiereizen als leerlingloods op diverse schepen meemaken. In Vlaanderen is naast het brevet van kapitein ter lange omvaart eveneens het diploma van licentiaat in de Nautische Wetenschappen vereist om loods te kunnen worden. Alvorens het eerste schip zelfstandig te mogen beloodsen moet de aspirant-loods een stageperiode van 12 maanden doorlopen in een van de vier loodsenkorpsen: de Scheldemondenloodsen (traject zee - Vlissingen en vroeger zeeloodsen genoemd), de rivierloodsen (traject Vlissingen - Antwerpen), de kanaalloodsen (traject Vlissingen - Gent) en de kustloodsen (traject zee - Zeebrugge, Oostende, Nieuwpoort). In Nederland zijn het deze korpsen: Scheldemonden, Rotterdam-Rijnmond, Regio Noord of Amsterdam-IJmond.

## Aansprakelijkheid loods
Bij fouten van de loods kan de aansprakelijkheid van de reder (=eigenaar) van het schip in Nederland niet worden opgeheven op grond van art 8:547 Burgerlijk Wetboek. De eigenaar van het schip dat is beschadigd door een fout van de loods kan de loods alleen voor schadevergoeding aanspreken als de gedraging of nalatigheid van de loods te beschouwen is als grove schuld in de zin van artikel 3 Loodsenwet. De Hoge Raad heeft in het arrest "Solon" overwogen dat onder grove schuld dient te worden verstaan 'een handelen of nalaten van de loods dat roekeloos en met de wetenschap dat schade er waarschijnlijk uit zou voortvloeien is geschied'.

## Seinvlaggen met betrekking tot loodsen
De IMO heeft de volgende vlaggenseinen vastgesteld met betrekking tot loodsen:

"Ik verlang een loods"
"Onderbreek uw manoeuvre" (als het schip vaart moet minderen om de loods aan boord te kunnen nemen)
"Ik heb een loods aan boord"

## Verlichting met betrekking tot loodsen

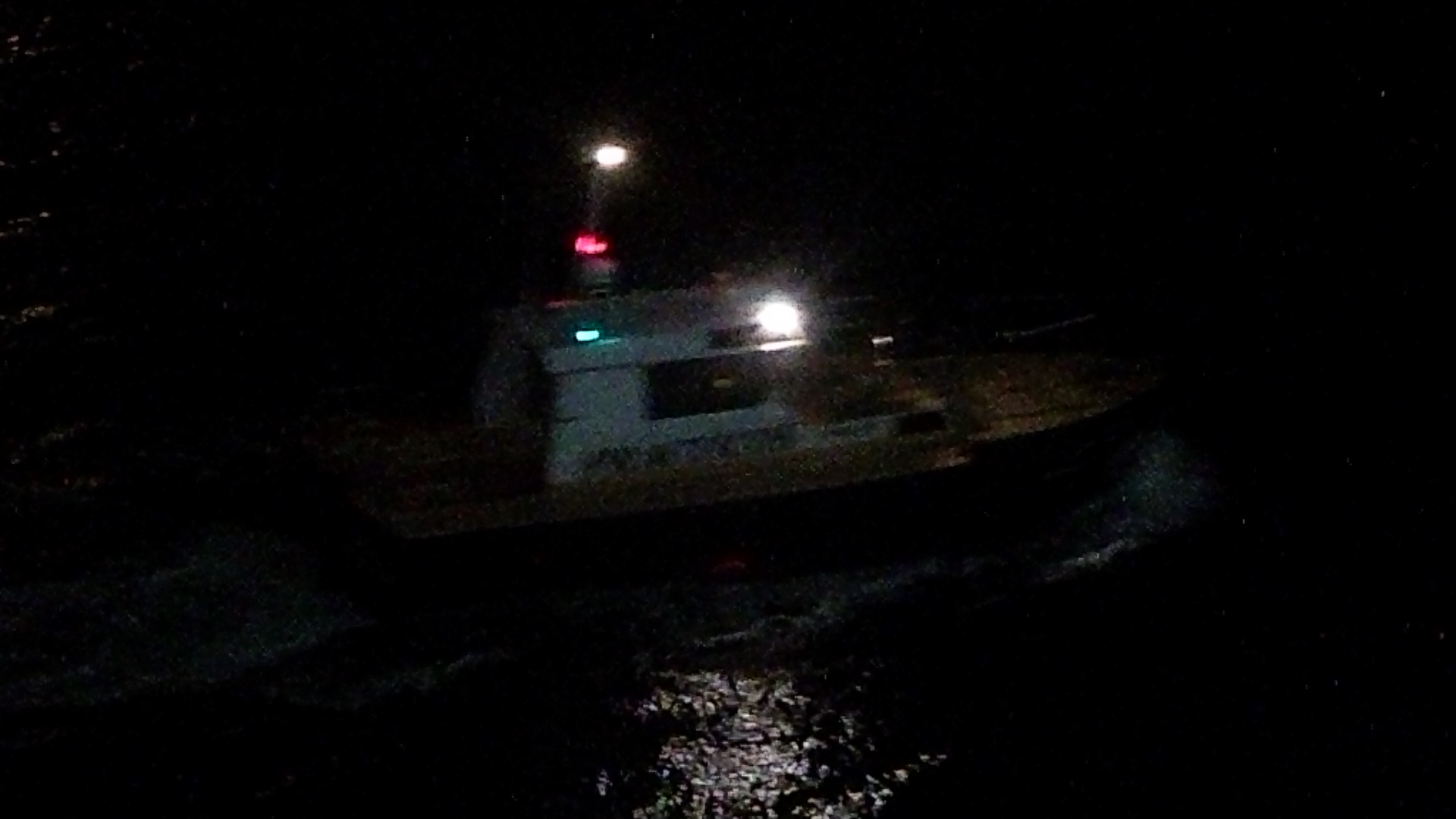
Loodsboot in Almería

Een loodsboot is in het donker te herkennen aan zijn twee toplichten: rondschijnend wit bovenaan en daaronder rondschijnend rood.
Als ezelsbruggetje geldt: witte pet, rode neus. Dit vanwege de witte kapiteinspet en een rode neus vanwege het beruchte drankgebruik van loodsen in vroegere dagen.

## Voormalige Nederlandse loodsvlaggen
Aan het begin van de negentiende eeuw waren de vlaggen voor gebruik op zee nog niet internationaal gestandaardiseerd. Op 15 november 1822 werd in Nederland een loodsvlag ingevoerd. De Nederlandse loodsvlag bestond vanaf dat moment uit een rood-wit-blauwe vlag met een witte zoom ter breedte van 1/5 van de vlaghoogte. Deze vlag betekende "ik verzoek om een loods", maar kon ook door loodsboten als natievlag op de achtersteven worden gevoerd. Deze vlag stond niet op zichzelf: andere landen voerden een vergelijkbare vlag: een Britse loodsvlag bestond uit een wit omrande Union Jack, ook met een breedte van de rand van 1/5 van de vlaghoogte. Onduidelijk is tot wanneer deze vlag in Nederland is gebruikt; sommige landen voerden een dergelijke loodsvlag tot in 1970. Verder waren er in de negentiende eeuw verschillende districten, waarvan de loodsboten herkenbaar waren aan een blauwe vlag met een wit cijfer in top, in combinatie met een wimpel of vlag die het district aangaf waartoe het vaartuig behoorde, bevestigd aan de gaffel. 

Nederlandse loodsvlag (1822 - na 1956[6])
Nummervlag
1e district
2e district
3e district
4e en 5e district
6e district

De districten waren als volgt ingedeeld:
- 1e district: Zeegaten der monden van de Eems;
- 2e district: Zeegaten van Terschelling en het Vlie;
- 3e district: Zeegaten van Texel en IJmuiden;
- 4e en 5e district: Zeegaten van Goedereede, Maas en Brouwershaven;
- 6e district: Zeegaten der monden van de Schelde.

De loodsboten van het Loodswezen waren in de jaren 30 van de twintigste eeuw gedurende twee weken op zee voor de Waterweg en gaven door middel van een loodsvlag te kennen loodsen aan boord beschikbaar te hebben voor binnenkomende schepen. Met een zwarte bal werd te kennen gegeven dat er loodsen beschikbaar waren voor uitgaande schepen. Na twee weken op zee werd het schip afgelost en had de bemanning een week rust. Op andere plaatsen waren andere schema's in gebruik.

### Blauwe loodsvlag
Een blauwe vlag met een witte letter L wordt vanaf 1956 door Nederlandse loodsvaartuigen als onderscheidingsvlag gevoerd en is verplicht volgens het Binnenvaartpolitiereglement. Deze vlag wordt aan de mast onder de natievlag gehesen. 

Blauwe loodsvlag
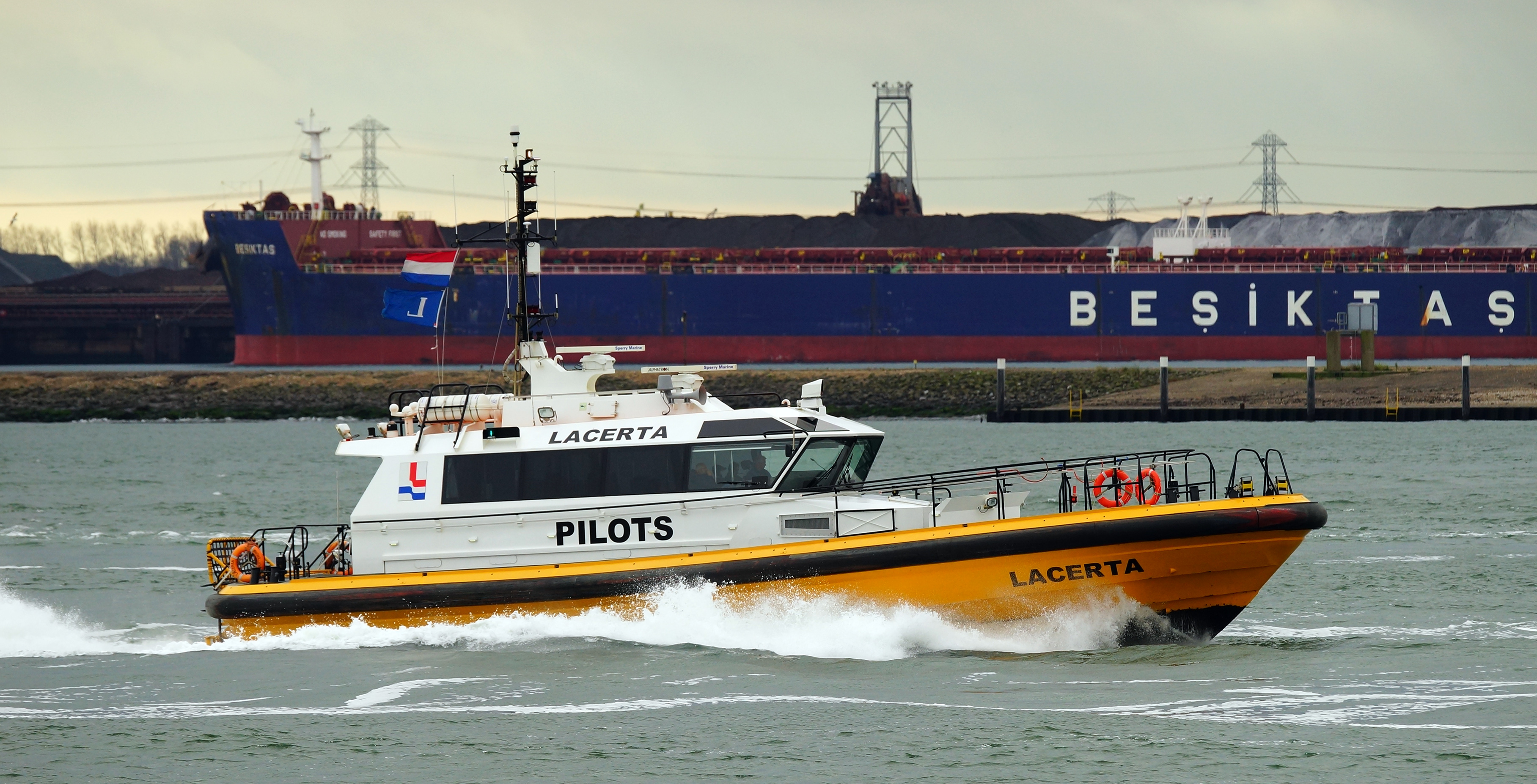
Loodsboot met blauwe loodsvlag (november 2015)